# Embarcadères de Central

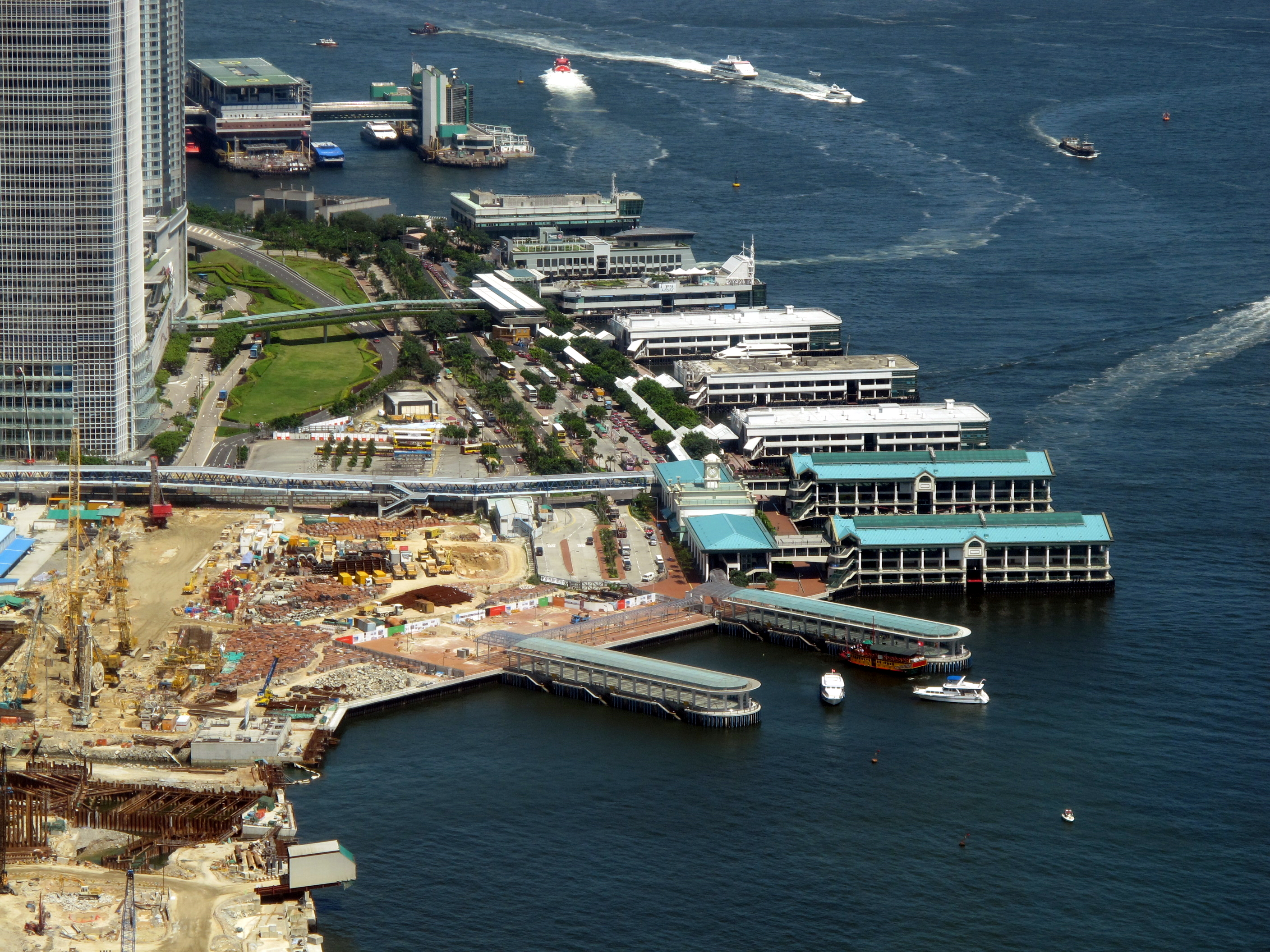
Vue des embarcadères de Central en 2010.

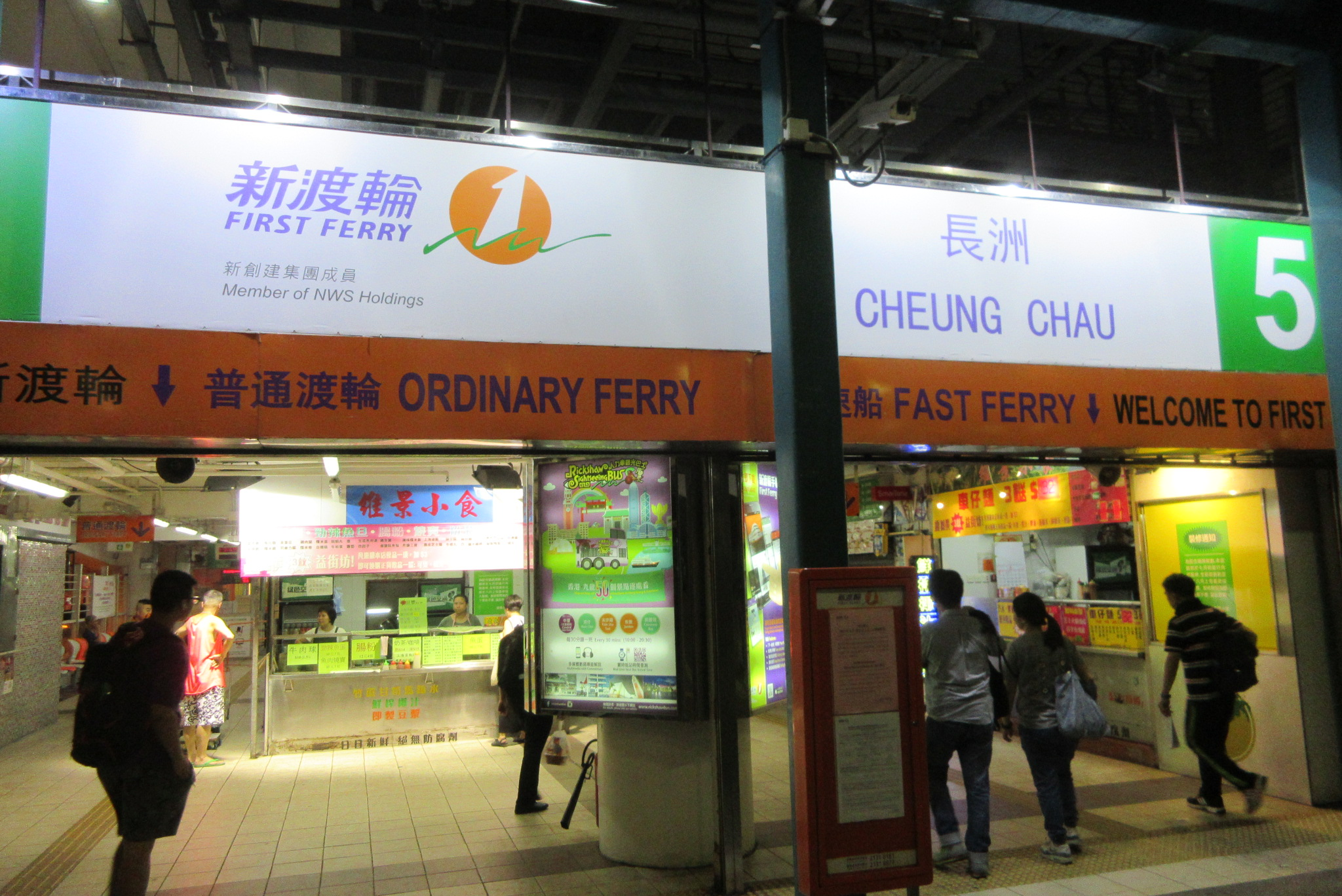
Entrée de l'embarcadère 5 pour l'île de Cheung Chau.

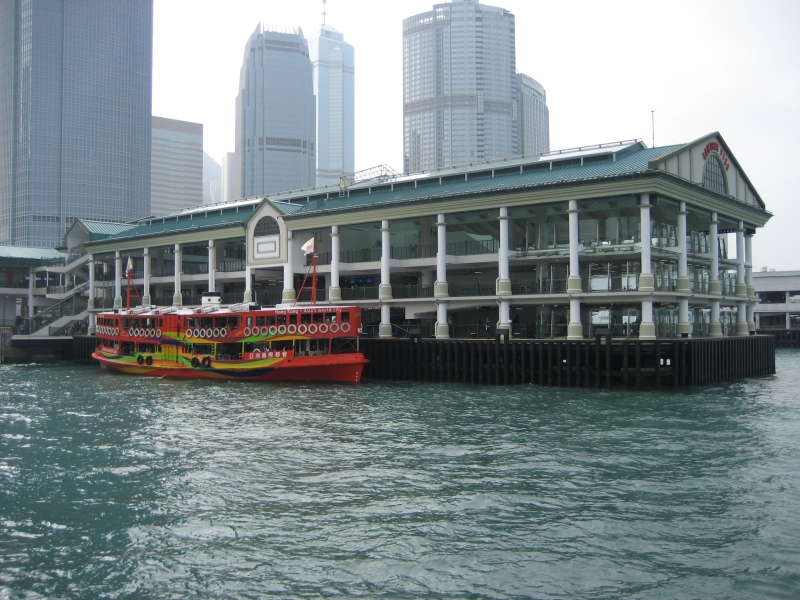
Embarcadère 7 : le Star Ferry pour Tsim Sha Tsui, l'un des « embarcadères doigts » de Central.

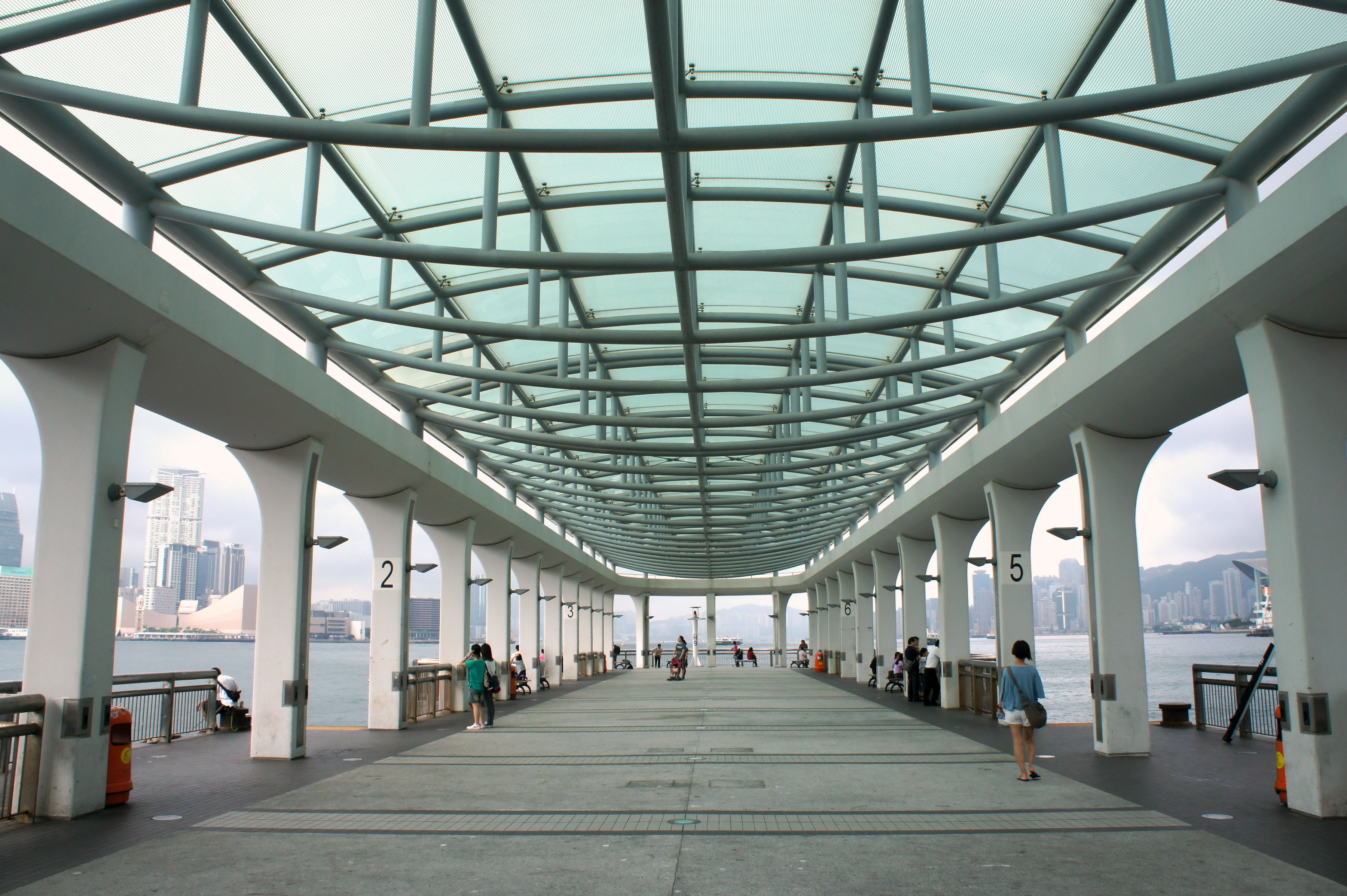
Embarcadère 9 : Embarcadère public.

Les embarcadères de Central (中環碼頭, Central Piers) sont situés dans la partie nord-est du quartier de Central sur l'île de Hong Kong. Les ferries qui y partent se dirigent principalement vers les îles éloignées (en) dans les Nouveaux Territoires, à l'exception de l'embarcadère 1 servant de quai gouvernemental et des ferries de l'embarcadère 7 à destination de Kowloon.

## Histoire
Les embarcadères actuels sont tous construits dans les années 1990 et au début des années 2000 dans le cadre du Airport Core Programme, pendant lequel des terre-pleins sont construits pour fournir des terres à la station Hong Kong du métro de Hong Kong, le terminus du nouvel aéroport ferroviaire. Les anciens embarcadères sont démolis pour faire place aux nouvelles terres. Le premier ensemble de nouveaux embarcadères est inauguré le 9 mai 1995.

## Services de ferry
Les destinations ou utilisations des embarcadères sont les suivantes :
- Embarcadère 1 : Gouvernement de Hong Kong
- Embarcadère 2 : Park Island (en)
- Embarcadère 3 : Discovery Bay
- Embarcadère 4 : Île de Lamma, avec l'embarcadère ouest allant à Sok Kwu Wan (en) et l'est à Yung Shue Wan (en).
- Embarcadère 5 : Île de Cheung Chau[2]
- Embarcadère 6 : Embarcadère ouest : Île de Peng Chau – Embarcadère est : Mui Wo[2]
- Embarcadère 7 : Service de la Star Ferry pour Tsim Sha Tsui
- Embarcadère 8 : Musée maritime de Hong Kong et le Fortune Ferry (en) pour Hung Hom
- Embarcadère 9 : Embarcadère public
- Embarcadère 10 : Embarcadère public

L'embarcadère de la Star Ferry est un « nom mobile », qui fait désormais référence à l'embarcadère de la Star Ferry de « quatrième génération », alias l'embarcadère 7 de Central.

## Anciens embarcadères
- Embarcadère Blake, démoli en 1993.
- Embarcadère de ferries d'Edinburgh Place (en) – embarcadère de la Star Ferry de « troisième génération », abandonné en novembre 2006, démolition terminée début 2007.
- Embarcadère de la reine (en), complètement démoli en février 2008.
- Embarcadère United (en), également connu sous le nom d'embarcadère Jubilee, démoli en 1994.